# Aron (Pokémon)
Aron (Japans: ココドラ, Kokodora) is een schildpadachtige Pokémon, een virtuele entiteit die voorkomt in de derde en vierde generatie Pokémonspellen (GameBoy/Game Boy Advance) waaronder Pokémon Ruby en Sapphire.
Deze entiteit wordt ingezet bij gevechten tussen Pokémon die doorgaans geïnitieerd worden door de hoofdrolspelers in het spel; gevangen na gevechten in het wild of verhandeld met andere spelers.

## Achtergrond
De schildpadachtige Aron heeft een stalen exoskelet, bestaande uit o.a. een stalen schild. Arons voedsel bestaat uit ruw ijzererts dat in het gebergte te vinden is. Met dit ijzererts onderhoudt Aron zijn stalen exoskelet. Doorgaans leeft het in koloniën tot anderhalve kilometer diep in de gebergte. Als dit mineraal uitgeput raakt verplaatst de kolonie zich naar een andere plaats om zich te kunnen blijven voeden met massieve ijzeren objecten zoals stalen bruggen en spoorstaven. Om deze reden worden Aron-koloniën als een plaag voor de gemeenschap gezien. Echter, (ijzer)producenten kunnen Aron als een welkome aanvulling zien; tijdens de evolutie naar Lairon/Aggron, zal Aron zijn ijzeren omhulsel afschudden. Het ijzer hiervan is relatief taai en kan gebruikt worden door mensen om ijzeren producten te maken. Aron bezit ook over een relatief grote sterkte, ondanks de kleine postuur. In een aanvallende beweging kan deze Pokémon in theorie een volgeladen vuilniswagen optillen.
Een personage in een van Pokémon avonturen bezit een Aron-Pokémon, Rono genaamd. Het evolueerde in Lairon na een intensieve training te hebben ondergaan in de Granieten Grot en Brawly's Makuhita bevochten te hebben.
Aron kan evolueren na een training of door een reeks overwinningen in gevechten tegen andere Pokémon. Opvallend is dat Aron tijdens deze gevechten nooit het leven laat, mogelijk komt dit door zijn DNA die uit een binaire reeks bestaat. Aron kan volledig vernietigd worden als de Game Boy (met het betreffende spel) in aanraking komt met een demagnetiseerapparaat of een zwaar magnetisch veld. Het is verder ook onbekend hoe deze Pokémon zich voortplant.

### Uiterlijk
Een Aron heeft een staalgrijze ronde kop- en rugschild met zwarte stippen, een stompe stekel op rugschild, diepliggende azuurblauwe ogen, groenachtige borstgedeelten. Aron is vierpotig, weegt circa 60 kilogram en meet 40 centimeter (hoogte). Het heeft geen geslachtelijke kenmerken. Aron is getekend door Ken Sugimori.

### Naamgeving
Arons naam is vermoedelijk een samentrekking van armor (harnas) and iron (ijzer).
De Japanse benaming Kokodora kan opgesplitst worden in ko, wat "kind" betekent, en Kodora. Kodora is de Japanse benaming van Arons volgende verschijning in de evolutie Lairon en betekent hier dus "kleine Kodora".

## Ruilkaartenspel
Er bestaan veertien standaard Aron kaarten, waarvan twee enkel in Japan zijn uitgebracht, met allemaal het type Metal als element. Verder bestaan er nog twee Fighting-type Team Magma's Aron kaarten.

### Aron (EX Ruby & Sapphire 49)
Aron (Japans: ココドラ Cokodora) is een Metal-type Basis Pokémonkaart. Het maakt deel uit van de Ruby en Sapphire expansie. Hij heeft een HP van 40 en kent de aanvallen Teary Eyes en Ram.

## Rol in Pokémon-spellen
Door Arons geharnaste bouw kan deze Pokémon strategisch ingezet worden bij gevechten tegen Pokémon die gespecialiseerd zijn in gifaanvallen. Aron is namelijk ongevoelig voor gifaanvallen en goed bestand tegen aanvallen van type: rotsen, insecten, ijs, duisternis, gevleugeld en spoken. Zijn verdedigingssterkte is relatief hoog, in tegenstelling tot zijn wendbaarheid en snelheid.

## Fout in de testversie[2]
Oorspronkelijk was het de bedoeling dat Aron al eerder zou verschijnen in Pokémon Blue. Echter, doordat dit personage in de testversie fouten in het computerspel bleek te veroorzaken, kwam hij pas later in de Pokémon-reeks op de markt.
De fout (bug) in de testversie van Pokémon Blue treedt op tijdens of na het voeren van een conversatie met Anita, een personage uit het spel, over het het overnemen van Aron.
Aron neemt daarop in omvang toe, tot schermvullend toe. De Gameboy Advance loopt dan helemaal vast.